# フビライ・ハン (テレビドラマ)
『フビライ・ハン』（原題：忽必烈傳奇）は、2013年の中国のテレビドラマ。全50話。製作期間3年超、製作費30億円。地域・編集形態により話数が異なり、中国大陸版は全55話、台湾・一部配信版は全50話、香港では地上波放送時は全46話であったが、myTV SUPERでの配信版は全50集である。

## 概要
モンゴル帝国の初代皇帝チンギス・カンの孫のクビライ（忽必烈）が大モンゴル国可汗（カアン）として擁立され元の建国へ成るまでを描く中国歴史ドラマ。2013年中美電影節（ロサンゼルス）で最優秀テレビドラマ賞、最優秀テレビドラマ監督賞（徐小明）を受賞した。

## あらすじ
西暦1215年、諸国が乱立。モンゴル、宋、金の三大勢力が競う中、モンゴルの草原に強大な力が集結していた。チンギス・ハンが四男のトルイらを従えて金へ戦を仕掛けたのだ。
だがチンギス・ハンが金と激戦を繰り広げていた時、トルイの軍営は敵の奇襲にさらされた。この時トルイの妻のベキは出産の最中だった。トルイは、わずかな兵を率いて駆けつけ数倍もの敵勢を撃退した。
命の誕生を告げる泣き声が軍営に響き渡った。この赤子は壮絶な戦に身を捧げる運命にあり、歴史を大きく変えることになる。

## 放送
初出は湖南広播電視台の地上波系「湖南電視劇頻道」における2013年7月21日の放送である。同局では宣伝上の理由により『打仗天才忽必烈』の題名が用いられ、改題をめぐる議論も生じた。その後、香港では2013年12月23日に無綫電視の高清翡翠台で『建元風雲』の題で放送された（46集版）。配信ではiQIYI（55集版）および台湾のKKTV（50集版）で提供されている。

## スタッフ
- 監督：ツイ・シウミン
- 脚本：哈斯巴根

## 主題歌
- 乾坤無地不包容(オープニング)

作詞：ツイ・シウミン
歌：戴玉強
- 泪水打落了花蕾(エンディング)

歌：金婷婷

## 登場人物・出演者
- フビライ・ハン：フー・ジュン

トルイの次男。モンゴル帝国・第5代皇帝。
- チャブイ：カーメイン・シェー

フビライの正室。
- モンケ：高発（中国語版）

トルイの長男。モンゴル帝国・第4代皇帝。
- フレグ：張競達

トルイの三男。後にイル・ハン国を建国する。
- アリクブカ：ウー・ユエ

トルイの四男。モンゴル帝国・第5代皇帝。フビライとの帝位継争いに敗れたのち没する。
- ドレゲネ：ツァイ・ウェンイエン

モンゴル帝国・第2代皇帝オゴデイの妻でモンゴル帝国・第3代皇帝グユクの母。
- チンギス・ハン：タン・グオチャン

モンゴル帝国・初代皇帝。
- オゴデイ：バーサンジャブ

モンゴル帝国・第2代皇帝。
- グユク：ファン・ジャンクン（中国語版）

モンゴル帝国・第3代皇帝。
- ガイミシュ：デビー・ン（中国語版）

グユクの正室。
- シレムン：シエ・ミアオ（中国語版）

オゴデイの三男・クチュの子。
- ハイドゥ：ワン・ルー

オゴデイの五男・カシンの子。オゴデイ・ハン国の後継者で、フビライとアリクブカの帝位継争いではアリクブカ側につく。
- トルイ：レイ・ロイ（中国語版）

チンギス・ハンの四男。
- ベキ：哈斯高娃

トルイの妻でフビライ、モンケ、フレグ、アリクブカの母。
- 耶律楚材：張岩
- チラウン：僧格仁欽
- 海雲大師（中国語版）：王正平
- 劉秉忠：馬浚偉（中国語版）
- 董文用：王会来
- 董文忠：趙玄龍
- ユンリン：何彦霓（中国語版）
- イェスタイ：李嫿
- 郝経：杜奕衡
- 郝沁：劉小小（中国語版）
- クサアル：徐冬梅
- 耶律鋳：張岩
- イナ/ランラス：金婷婷
- タナ：何亜男（中国語版）
- モゲ：宝音格西格
- アフマド：姜永波
- 王堅（中国語版）：閻霖菲
- 姚枢：濤日